# 安哈尔特-采尔布斯特县
安哈尔特-采尔布斯特县（德語：Landkreis Anhalt-Zerbst）是德国萨克森-安哈尔特州曾经的一个县，首府采尔布斯特，总面积为1,225平方公里，2006年12月31日人口为68,086人。2007年7月1日，该县在萨克森-安哈尔特州县份改革中被撤销，被拆分为安哈尔特-比特费尔德县、耶里肖地区县、维滕贝格县以及非县辖城市德绍-罗斯劳。